# 世界平和記念聖堂
世界平和記念聖堂（せかいへいわきねんせいどう）は、広島県広島市中区にある、キリスト教（カトリック）の聖堂。カトリック幟町教会（カトリックのぼりちょうきょうかい）の聖堂であり、カトリック広島司教区の司教座聖堂となっている。広島世界平和記念聖堂（ひろしませかいへいわきねんせいどう）とも呼ばれる。
建築家村野藤吾設計によるRC造、三廊式バシリカの教会堂で、1950年（昭和25年）8月6日に着工され、1954年（昭和29年）8月6日に竣工した。2006年（平成18年）7月5日には重要文化財に指定されている。

## 概要
歴史的に初めて広島にキリスト教の教会が建てられたのは、まだ毛利氏が広島に本拠を構えていた1599年の頃だとされている。その後の長い禁教の時代を経て明治以降に布教が再開されるようになると、1882年（明治15年）に幟町に教会が設けられた。一時期、1885年（明治18年）には山口町に、また1889年（明治22年）には研屋町に移転した期間を挟んで、1902年（明治35年）には再び幟町にもどり、現在地の幟町148番地に落ち着いた。第二次世界大戦の終りまで広島カトリック教会は「幟町天主公教会」と呼ばれ、この地にあったのは明治時代に建てられた古い和風（日本様式）の教会堂であった。
その教会が1945年（昭和20年）8月6日の原子爆弾投下によって倒壊・焼失してしまうと、その時直接被爆したドイツ人主任司祭フーゴ・ラッサール（昭和23年10月25日、日本に帰化し愛宮真備〈えのみや まきび〉と改名）は、この地に原爆犠牲者を弔うだけでなく、全世界の友情と世界平和を祈念するための聖堂をあらたに建設することを思い立った。このラッサール神父の発願は当時のローマ教皇ピオ12世の支持を得たあと、カトリック信者をはじめとする真に恒久平和を願う人々の共感をも呼び起こし、それが世界各地から届けられる多大な浄財や寄贈品の形となって、世界平和記念聖堂は建設された。
聖堂は鉄筋コンクリート造3階建、地下1階、三廊式のバシリカ教会堂である。地階部分は地下聖堂になっている。内陣ドームと同じ花弁型の丸屋根が特徴的な小聖堂と洗礼堂が付属し、鐘楼の高さは塔部分で45m、十字架を含めると56.4mにも達する。鉄筋コンクリート打ち放しの柱梁間に、中空のコンクリートブロックを充填し、鉄筋で柱梁と一体化し耐力壁としている。外装部分は、被爆地広島の川砂を使った灰色のコンクリートレンガを現場で制作して、それを積み上げた。内陣ドームの上には、地球儀を象った球の上に鳳凰（フェニックス）がちょこんと乗っている。
表現派を代表する実力者村野藤吾の第二次世界大戦後の原点となる作品であり、戦前のキャリアを含めても会心作のひとつである。2003年にはDOCOMOMO JAPAN選定 日本におけるモダン・ムーブメントの建築に選定。2006年（平成18年）7月5日、丹下健三設計の広島平和記念資料館（1955年、広島市中区中島町）とともに、第二次世界大戦後の建築としては初めて重要文化財（建造物）に指定された。
ローマ教皇ヨハネ・パウロ2世が1981年（昭和56年）2月25日に広島を訪れた際に、この聖堂にも立ち寄っている。それにより、世界平和記念聖堂は日本国内でローマ教皇訪問の栄誉を受けた数少ないカテドラル（司教座聖堂）ともなった。

## 建設経緯
建築設計にあたり、第二次世界大戦後の日本建築界の幕開けを告げる最大級の建築設計競技（コンペ）が行われ、2等には丹下健三ら2名が選ばれたが、1等は該当者なしとされた。そこで後に審査員であった村野藤吾が自ら設計することになったが、この経緯は建築設計競技の公平性や審査のあり方について、当時の建築界に今日まで尾を引く議論を呼んだ。このため、村野は設計料の受取りを辞退している。

### フーゴ・ラッサール神父
世界平和記念聖堂が建設される前にこの地にあったのは、当時幟町天主公教会と呼ばれていた古い木造平屋建ての和風（日本様式）の小さな教会堂だった。1945年（昭和20年）8月6日に広島市に原子爆弾が投下されると、爆心地より約1.2kmの所にあった教会は、1936年（昭和11年）に新築された司祭館を除いてすべて爆風で倒壊し、その後の火災によって司祭館も含めて類焼してしまう。人的被害もまた甚大であり、司祭たちが傷ついただけでなく、信者たちのなかには亡くなったものもいた。
ヒロシマでその多大な犠牲を直接間接に見聞きし、原爆被害の大きさや悲惨さを直に経験したフーゴ・ラッサール神父は、原爆や戦争の犠牲者を弔うだけでなく、その慰霊の祈りが世界中の心ある人々を引き付けて友情と平和を押し進め、真の世界平和のための基点となるような聖堂を建設する必要性を痛感した。その決意のもと、当時のローマ教皇ピオ12世に個人謁見して支持を取り付け、そしてさらには故国ドイツを始め、ヨーロッパ、アメリカ、ブラジル、アルゼンチンなどの各地でヒロシマの実情を報告し、資金協力を訴えて回った。この旅は1年有余の長きにわたるものとなった。
1948年（昭和23年）には朝日新聞社の後援を得て「広島平和記念カトリック聖堂建築競技設計」と銘打ち、3月28日の復活祭を期してその建設計画が新聞紙上に発表されると、総額29万円という当時としては破格の賞金が話題を呼び、聖堂建設は日本国全体の関心事となる。「慰霊のための聖堂」から「世界平和を希求する聖堂」へというラッサール神父の理念は、その後カトリック教会だけでなく次第に宗派や国家を超えて世界中の人々の共感を呼び起こしてゆき、1949年（昭和24年）8月6日に施行された広島平和記念都市建設法の理念とも共鳴するようになると、聖堂建設計画は広島市民全体のものともなって行った。
1946年（昭和21年）から1950年（昭和25年）にかけて、ラッサール神父が世界中から募った義援金はパイプオルガンなどの寄贈品などを含めて6000万円相当にのぼったが、1億円の目標総額に不足する4000万円分を補うために、1950年（昭和25年）1月に「世界平和記念聖堂建設後援会」が発足。翌1951年（昭和26年）には、新たに広島県出身の池田勇人大蔵大臣が代表発起人として後援会の名称を「広島平和記念聖堂建設後援会」と変え、名誉総裁に高松宮宣仁親王を戴き、総裁には吉田茂内閣総理大臣を迎えて国内の募金活動を支えた。「世界平和記念聖堂」という正式名称の代わりに、あえて「広島」の名を冠したのは募金活動を進めやすくするためだったという。
広島が原爆と敗戦で何もかも失い、人々が困窮と物資不足に喘いでいたさなか、ラッサール神父のビジョンの中にあった大聖堂は、必ずしも当初より周囲のすべての人々との間で共有されていたものではなかった。加えて聖堂の建設が始まってからも、朝鮮戦争の影響で建設資材が数倍にも高騰し、工事がたびたび中止に追い込まれるなど幾多の困難があり、それら設計者や施工者の献身的な労働と、カトリック信者をはじめ世界各地の真に恒久平和を願う人々の善意によって、世界平和記念聖堂は今日ある姿のような大聖堂となったのである。そしてその巨大な運動の拠って来る発熱の中心にあったのはラッサール神父その人であり、世界平和記念聖堂はフーゴ・ラッサールを抜きにしては在り得なかったと言える。

### 広島平和記念カトリック聖堂コンペ

#### コンペ以前
聖堂建設計画を進めて行くにあたって、1948年（昭和23年）に朝日新聞社の後援のもとでコンペ方式を採用して設計案を広く日本全国から募ることになったが、実はこのコンペの前にラッサール神父は、内々に複数の建築家に設計を依頼している。以下はそれを伝える新聞記事である。
つまり最初からコンペによって設計を決しようとしたのではなく、本コンペの前にプレ・コンペともいえるものが行われているのである。そのプレ・コンペを通じてラッサール神父が求めていた建築の方向性と、その建築が持つべき性格がより明確となり、かつ求めている建築の理想の高さと建築設計の困難さもまたはっきりとした。それで結局、広く叡智を日本建築界から集めるべく、募金集めのための話題作りとの一石二鳥を狙って、高額賞金による第二次世界大戦後日本建築界最大級のコンペへとつながって行ったと考えられる。

#### 審査委員会
ラッサール神父はまず、早稲田大学の教授で早稲田大学カトリック研究会の顧問をしていたカトリック信者の今井兼次に相談した。相談を受けた今井は審査委員会を組織し、建築界からは堀口捨己、吉田鉄郎、村野藤吾、今井兼次の4名、教会側からはフーゴ・ラッサール、グロッパ・イグナチオ（イエズス会の教会建築士）、荻原晃（カトリック広島使徒座代理）の3名が入り、後援者側から朝日新聞社員1名を付け加えて計8名の陣容を整えた。この今井の人選が後の審査結果に微妙な影響を及ぼすことになる。
堀口捨己、吉田鉄郎はいずれも大正時代に表現派として出発した建築家で、その後昭和期に入って表現派からバウハウス派に転向したが、村野藤吾と今井兼次はバウハウスの箱型モダンデザインの影響を受けながらも、あえて確信犯的に表現派に留まった建築家であった。丹下健三の東京大学時代の恩師であり、またその引き立て役でもあった当時の日本建築界最大の実力者岸田日出刀を外したこの今井兼次の人選は、世界平和記念聖堂が今日の姿で在ることに関して、歴史的に言ってまことに絶妙なものであったと言えるのである。
村野藤吾が属する後期表現派と丹下健三が属したコルビュジエ派は、バウハウスが主導したモダニズム建築の流れにありながらもそれに棹さすことなく、反バウハウスのスタンスをとるという点では一致していた。ともにバウハウス流の機能主義的な四角四面のつるっとした白い箱型建築を、「薄っぺら」あるいは「衛生陶器」と見なす建築家たちであった。しかしながらバウハウス流の新即物主義によってもたらされる近代建築の機械的非人間性を打開し、建築に人間的な内実の豊かさを取り戻すために両者がとった戦略は、全く正反対と言ってよいものであった。
最初はバウハウス流のピュリスムの純粋な白い箱から出発したル・コルビュジエではあるが、のちにコンクリートの可塑的な造形力の大きさに着目し、建築デザインの細部に至るまでを単に機能から導き出すのではなく、コンクリートや鉄のダイナミックな構造力学的対応力のなかに、つまり構造的な技術革新の中に芸術表現の自由さを見出そうとした。建築が建築技術によって文明に革新をもたらすだけでなく、現代アートにまで高められた自由な建築表現によって社会にインパクトを与え、それが人間性の内面の解放をも果たすと考えたのである。かつて歴史主義建築はそのアナクロニズム（時代錯誤）にもかかわらず、大衆に強くアピールする象徴性と記念碑性だけはたっぷりと持っていた。コルビュジエは、構造的なダイナミズムとコンクリート打ち放しに代表される自然素材の荒々しい実在感によって、その記念碑性や超越性をモダニズム建築に取り戻そうとしたのである。このコルビュジエの革新的理論「建築をめざして」とその作品群に反応したのが前川國男であり、丹下健三といったいわゆるコルビュジエ派であった。
一方で、恐竜のような歴史主義建築を建築界から葬り去ったヘルマン・ムテジウスの新即物主義を金科玉条とするバウハウス流の抽象的デザインの影響を受けつつも、ただ規格化や合理主義をひたむきに押し進めるのではなく、モダニズム建築を可能にした鉄やガラスやコンクリートなどの建築材料を用いながら、そこに工業的でない工芸的な肌触りや風合いに満ちた濃いテクスチャー表現を残そうとしたのが後期表現派である。建築を産業主義的に捉えるのではなく、ある種歴史主義建築とも共通する伝統的な総合芸術のままに留め置こうとしたのである。建築を社会の機能表現ではなく人間の内面からの芸術表現と見るのが表現派の表現派たる所以であり、工業化や規格化によって非人間性に傾きがちなモダニズム建築に、暖かみのある手技や手跡といった人間的な手がかりをあえて付け加えようとしたのが日本の後期表現派であった。その一人に今井がいて、また戦前において1931年（昭和6年）の森五商店によって後期表現派という流れを確立し、つづくそごう大阪店や宇部市渡辺翁記念会館で後期表現派の中心的人物となっていったのが村野藤吾その人であった。
仕上げの味わいと細部に至るまでの職人技こそが、機械的で合理主義的な近代建築と人間とを繋ぐ最後の生命線であるというこの後期表現派の確信は、いかに建築技術が産業的に高度化されようともそれだけはどうしても譲ることが出来ないものであった。工業と工芸、構造と手法、技術革新と職人芸、都市的スケールと人間的スケールの対立軸が、ともにモダン陣営の中に立ちつつも常に相入れないものとして、丹下健三と村野藤吾との間に伏流し続けていたのである。これは竣工した時の「新しい時が最も美しい」建築と、竣工ののち時を経ても味わいが増し「美しい風化もありうる」建築との対立、あるいは場の記念碑性によって空間軸を制覇するか、それとも建築の軸足を時間軸に置くかの対立でもあった。

#### 建築要件
ラッサール神父は今井兼次と相談の上で、建築要件として募集要項に掲げるデザインの方向性を次のように明確に決めた。
まず明確に「モダン・スタイル」であることと謳われているのは、ラッサール神父が近代兵器の破壊力の惨禍を直接経験したにもかかわらず、科学技術の進歩自体は人類の使命であり、むしろそれは人類にとっての誇りでもあると考えていたからである。
宗教的荘厳性と記念碑性は、施設がまずもって原爆の犠牲者を慰霊するものであり、かつ史上まれに見る原爆被爆という事績を記念し、人々に絶えずその記憶を呼び起こさせるものでなければならないことから必然的に導き出される条件である。また人類が近代文明の物質主義的な悪に打ち勝って、真に平和な精神文明を築いて行くための基礎となるような場は、建築が民族や国家や宗教を超えて全世界の人々を引き付ける普遍性をそこに感じさせるものでもなければならない。それゆえ特定の文明や宗教を容易く連想させる歴史主義的な引用は避けるべきとされ、もとよりモダニズム建築はインターナショナル・スタイルなものではあるが、モダンデザインにありがちな箱ものであっても、またアバンギャルドな方向性での逸脱であってもならないがゆえに、そこを「最も健全な意味でのモダン・スタイルである事」と断っているのである。
しかし一方でまた、その建築は日本的性格を持っていなければならないともする。日本的とあるのは、ラッサール神父が後に日本に帰化して愛宮真備と名乗ったように、彼が土着化を意識していたからであり、また何よりもラッサール神父自身が日本文化や日本文明に対して、いまだ世界に知られていない宝のような秘められた可能性があると信じていたからである。
世界平和の高みへと新たな精神文明を創出してゆく自覚をもった日本人の出現を期待し、日本文明の精神性による創造力を信じてそれを希望し、それによって日本人を繰り返し励ましたかったからだとも考えられるのである。単に西洋のキリスト教会からの押しつけではなく、日本人がこの教会を自分たちのものでもあるとも感じて、日本人の自発的な参加意識を促す必要もあったからである。それをもって日本的性格と表現するのである。
このあちらを立てればこちらが立たず、こちらを立てればあちらが立たずといった、相矛盾する建築要項にある「モダン・日本的・宗教的・記念的」という4条件は、ラッサール神父の理念に基づいて今井兼次との相談の上で決まったものと考えられているが、ラッサール神父の求める建築像が精神史において、このような文明史的な射程をもっていたことにより、デザイン的に相矛盾する高度な条件が課せられ、それゆえ日本の近代建築史上初めて世界の目を意識したコンペともなり、かつまたこれが尋常でない数の応募と、尋常でない審査結果と、その後の尋常でない成り行きとを生じさせて、結果的にそれらが設計者村野藤吾をして、建築家としての渾身のパフォーマンスを引き出させることになったのである。

#### 審査結果
1948年（昭和23年）3月28日発表、6月10日正午締め切りという、設計期間が実質2か月余りという短期決戦であったが、前年に行われた仙台市公会堂コンペに続いて第二次世界大戦後の日本建築界の幕開けを告げるコンペであり、当時としては破格の賞金総額29万円が用意されていた。その結果177名もの応募があり、山口文象、前川國男、丹下健三、小坂秀雄、道明栄次といった戦前からのベテラン組から、若手からは内田祥哉、菊竹清訓ら、建築事務所のほとんどが参加したと言われる最大級のコンペになった。
審査課程で問題となったのは、もちろん建築要件に掲げられた4条件のうち、日本的かつ宗教的な建築をどうモダニズム建築で実現して行くかであり、議論の中心となったのは丹下案の扱いであった。丹下健三自身にとっては、1等当選を果たしたものの実施されることがなかった第二次世界大戦前の大東亜建設記念営造計画コンペ、在盤谷日本文化会館コンペに続く、三度目の正直にあたる実施設計のチャンスである。
堀口は丹下案を、また吉田は前川案と丹下案を高く評価したが、今井と村野はそれに否定的であり意見が分かれた。村野たちの批判のポイントは、前川や丹下がそれぞれシェル構造という新しい構造技術を用いれば、それがたちまち新建築になるというコルビュジエ陣営の目論見の安易さと人間的な歴史理解の不足、その建築観への疑義にあった。もとより表現派の折衷主義とコルビュジエ派の革新主義では水と油であるが、この丹下案を1等当選にするか否かをめぐって紛糾した議論をさらにややこしくしたのが、審査に加わったカトリック教会側のメンバーたちの立場だった。それは次ぎのような事情による。

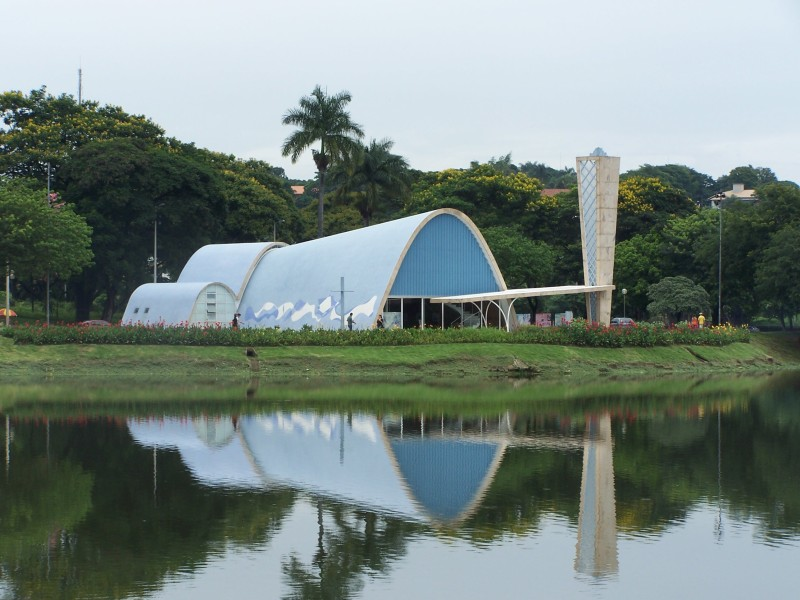
サン・フランシスコ礼拝堂 1943年

時の教皇ピオ12世が1年前に回勅のなかで、「最近ある人々によって教会内に入れられた芸術様式は真の芸術の精神をゆがめたものとしか思われない」と述べていたことである。教皇が言及しているのは、5年前の1943年に完成したオスカー・ニーマイヤーが設計したブラジルのパンプーリャのサン・フランシスコ礼拝堂のことで、当時のカトリック教会内部から、その音響の悪さや宗教性に欠ける非カトリック伝統的な形体などが批判の槍玉に挙がって、総スカンを喰らっていたのである。
丹下案のデザインソースが、放物線状のシェルといい、脚部から頂部に向かって上広がりになっている鐘塔といい、明らかにオスカー・ニーマイヤーのサン・フランシスコ礼拝堂にあって、しかもオスカー・ニーマイヤーも丹下健三もコルビュジエ系の建築家であったから、尚更両者の類似性が容易に連想されたのである。
特に村野は、図面の中で部分的に陰を真っ黒に塗りつぶす丹下の図面の書き方までを「いつまでもコルビュジエでもあるまい」とあげつらい、丹下の卒業制作以来のそのコルビュジエ傾倒振りを揶揄している。後に村野自身が世界平和記念聖堂の設計を自ら行う運命を知っていれば、ここまで（丹下健三とその後ろ盾である）岸田日出刀を刺激することはしなかったであろうが、審査員である村野はこの時点ではそこまで丹下案を酷評して1等落選にしているのである。
審査結果は1等当選者は該当者なしとされ、2等には井上典一と丹下健三、3等には前川國男、菊竹清訓ほか2名、佳作に小坂秀雄、道明栄次、内田祥哉、野生司義章のほか4名、さらには準佳作として20名もの案をあげることになったが、3等以下の人数が要項発表時より増えているのは、受取手のなくなった1等賞金を割り振るためである。結局、表現派主導で決められた建築界側の審査員の構成と、ローマ法王庁からの回勅に縛られた教会側の審査員からなるコンペでは、このような煮え切らない審査結果とならざるを得なかった。この結果を受けて、丹下健三の恩師でもあり日本建築学会会長の岸田日出刀は、学会誌『建築雑誌』において「一等必選論」を発表し、今井・村野たち教会側に不快感を表明した。
歴史的に総括すれば、村野藤吾は岸田日出刀らの批判に対して実際の世界平和記念聖堂の建築で答えを出し、岸田日出刀もまた、自らが作品部門の第二部会長を務めていた学会賞委員会において世界平和記念聖堂を1956年（昭和31年）建築学会賞に選出し、村野藤吾の力量を公平に評価した。そしてまた岸田日出刀の秘蔵っ子である当の丹下健三自身は、表現派と教会側の批判に答える形で14年後の1962年（昭和37年）、東京カテドラル聖マリア大聖堂コンペにおいてカトリック教会側を納得させ、かつ表現派村野藤吾とは違った現代建築に対する自らの信念とその力を、実際の建築によって示すことになったのである。

#### 意外な結末
しかしこの問題が今日まで建築界に長く尾を引いているのは、今井を設計顧問として村野藤吾自身が設計を引き受けることで決着したことにあった。この問題の核心は、丹下案を推す強度は違えど、審査委員のうち堀口と吉田のふたりが1等当選者を出したがっていたことにある。それを今井と村野と教会側が反対して、1等当選者なしとして終決されたあと、コンペの主催者であったカトリック教会側から要請される形で、今井を設計顧問として村野が実施設計を引き受けたのである。この間にどのような事情が働き、またどのような経緯があったにせよ、表面上に現れた結果だけを見れば、その不明朗性は拭い切れない。なぜあのような審査結果になったのか、それならばなぜコンペをしたのかという根本的な疑問に突き当たるからである。
1等当選者該当者なしの審査結果を受けて、村野藤吾は当初、カトリック信者で第二次世界大戦前の1937年（昭和12年）に東京神楽坂の日本神学校を設計した長谷部鋭吉のところに、世界平和記念聖堂の設計を依頼しに行っている。長谷部は村野と同じ表現派の先輩格にあたり、村野もその作風を高く評価していた。長谷部鋭吉もこの後には、1953年（昭和28年）に芦屋カトリック教会を、1963年（昭和38年）には大阪カテドラル聖マリア大聖堂を竣工させている。建築史家の石田潤一郎が長谷部の遺族から聞いた話によれば、当時現役を引退していた長谷部だったが、村野から話が持ちかけられた時、事が事だけに一旦は引き受ける覚悟を示した。しかしその数日後、村野が突然翻意を告げにやって来て話が流れたというのである。
その理由として考えられるものがあるとすれば、ひとつには紛糾した審査をつぶさに経験した村野藤吾自身が心理的にこの計画自体に深くコミットするようになっていたこと、ふたつめにはラッサール神父の世界平和聖堂建設のビジョンと召命観に村野が感化され、コンペを流して設計が宙に浮いたことへの責任を感じていたことがあげられよう。
結局村野はあらゆる批判を踏み越えて自身で設計することを選び、その道義的な責任や批判をかわすために設計料を受け取らなかったが、これだけの規模の建築の設計を無償で行うことについては、いささかの覚悟と使命感のようなものを村野が感じ始めていたことも否定出来ないであろう。村野藤吾は第二次世界大戦前において既にキャリアの確立した建築家であり、あえて火中の栗を拾うメリットはないからである。予想される様々な批判を無視して確信犯的に突き進んで行くからにはそれ相応の自己確信があったはずであり、求められている建築像への深い理解がまずあって、それに答えられるだけの己の力量を恃んだ自負心と、また自らの手で世界平和記念聖堂を生み出すことへの希望があったに違いない。
本人が多くを語っていない以上、それを確言することは出来ないが、それを傍証する事実としては、その後の1980年（昭和55年）8月3日に村野は自身で設計した西宮トラピスチヌ修道院で、曾孫と共にラッサールからカトリックの洗礼を受けていることがあげられるであろう。

### 世界平和記念聖堂建設

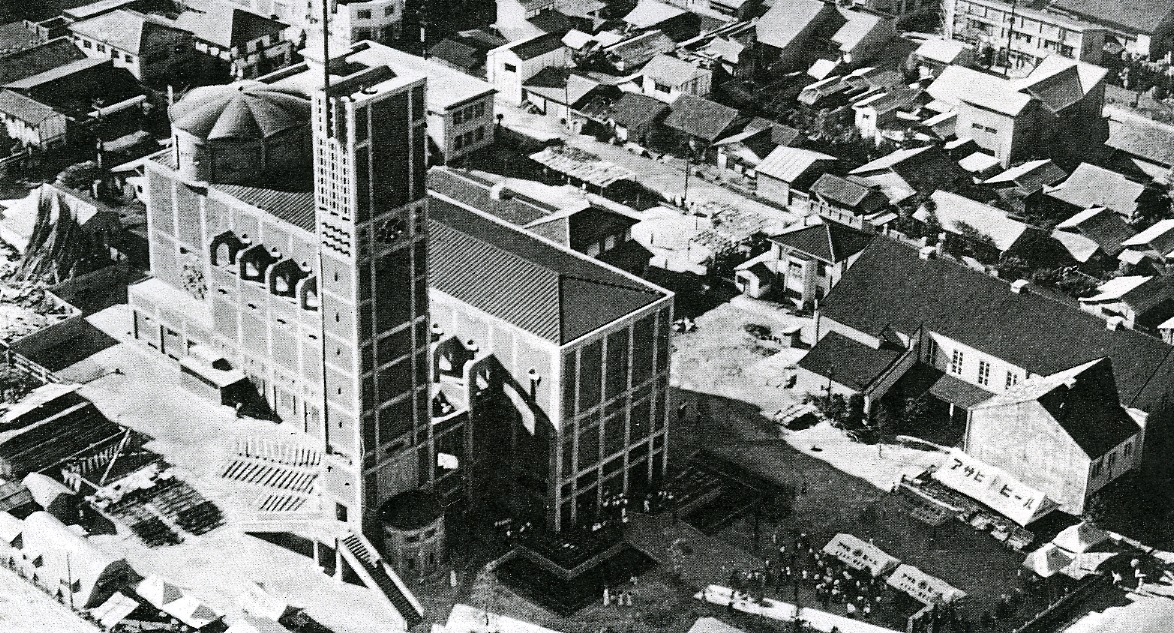
竣工当時、西北方向よりの俯瞰。写真右隅の切妻の建物が講堂「ザビエル・ホール（ザビエル記念館）」（現存しない）。

区画整理による換地で敷地が計画当初より倍以上にも広がって、結局どの案が当選していようとも実施設計は大幅な変更を余儀なくされ、5947m2の敷地に、聖堂、講堂、司教館の3施設をどうデザインしどのように配置するかが課題とされたコンペ自体が、実質的にほとんど意味のないものになっていった。
コンペの時示された予算は、塔を含めた聖堂部分が1500万円、講堂が700万円、あと司教館部分の若干の手当とを合計して2200万円強であったが、第二次世界大戦後のインフレで聖堂建設費だけで一気に6000万円に膨らんだ。聖堂は1950年（昭和25年）8月6日に着工したものの、期を同じくするようにして1950年（昭和25年）6月25日から始った朝鮮戦争による建設資材不足で、鉄筋、鉄骨は4倍から5倍に、セメントも3倍近くにも高騰し、たちまちのうちに施工者側との間で契約更改に追い込まれたのである。
そこで新たな資金手当のために後援会が組織されることになったが、それと並行して1951年（昭和26年）7月荻原広島使徒座代理がドイツ、オーストリア、ブラジルを訪問し、聖堂に必要な備品や装飾の現物供与の形で寄贈を受けることになり、鐘やパイプオルガン、大理石の祭壇などが、都市から都市への友好の証しとして届けられることになった。募金総額は寄贈品を含めて9800万円にのぼり、その内訳は日本国外からの援助が約4000万円、パイプオルガンなどの寄贈品の形で約2000万円、日本国内からは第一次の募金が約1450万円、第二次分が約2350万円、合計約9800万円であった。実際にかかった工事費は約1億1500万円とされているが、不足分がどのように手当されたのかは明確でない。
三角州の上に発展した広島市の地盤が軟弱で、出だしの基礎工事から難航した。構造を担当したのは、早稲田大学教授の内藤多仲。内藤は当時早稲田大学教授であった弟子の南和夫が考案した筒形基礎理論によって、通常20〜30メートルもの深さに達する基礎杭を打たなければならないところを、基礎の下にシリンダーシェルを設けたり、基礎底面を広げて地耐力を増すことで対応した。また上部構造の重量を軽減するために、中空のコンクリートブロックを使うことが採用された。
RC造（鉄筋コンクリート）の建物に、被爆地広島の川砂を使った灰色のレンガを外観部に化粧積みしている。資金不足の面から、部材を外注に頼るのではなく現場で内製せざるを得ず、村野藤吾の職人肌のこだわりもあって、村野が建築材料の一つ一つから直接指示して作らせた手作りの建築と言ってよい。実際、現場では細かな指示ややり直しを含めた厳しい注文があったという。表現派の巨匠村野藤吾が施工段階で設計を変更することは、よく知られた事実である。本来であれば1年半から2年ほどの工事量であったが、建築資材の高騰による工事中断を含めて、完成までに4年の歳月を要することになった。
当初1953年（昭和28年）11月3日に予定されていた献堂式の日取りも順延となり、翌1954年（昭和29年）8月6日の原爆慰霊日に合わせて献堂式が行われた。しかし内陣の壁にはモザイク画もなくまっさらであり、窓にはステンドグラスの代わりに無色透明の板ガラスが嵌められていただけであった。竣工後も世界各地から寄贈品の形で備品や部品が届けられ、最後のステンドグラスが嵌め込まれたのは、献堂式から8年後の1962年（昭和37年）のことであった。
鐘楼の2層部分の東西の壁面には、正面西側は日本語で、東側はラテン語で、「聖堂記」として次ぎのような文言が彫り込まれた碑板（プレキャストコンクリート板）が嵌め込まれている。

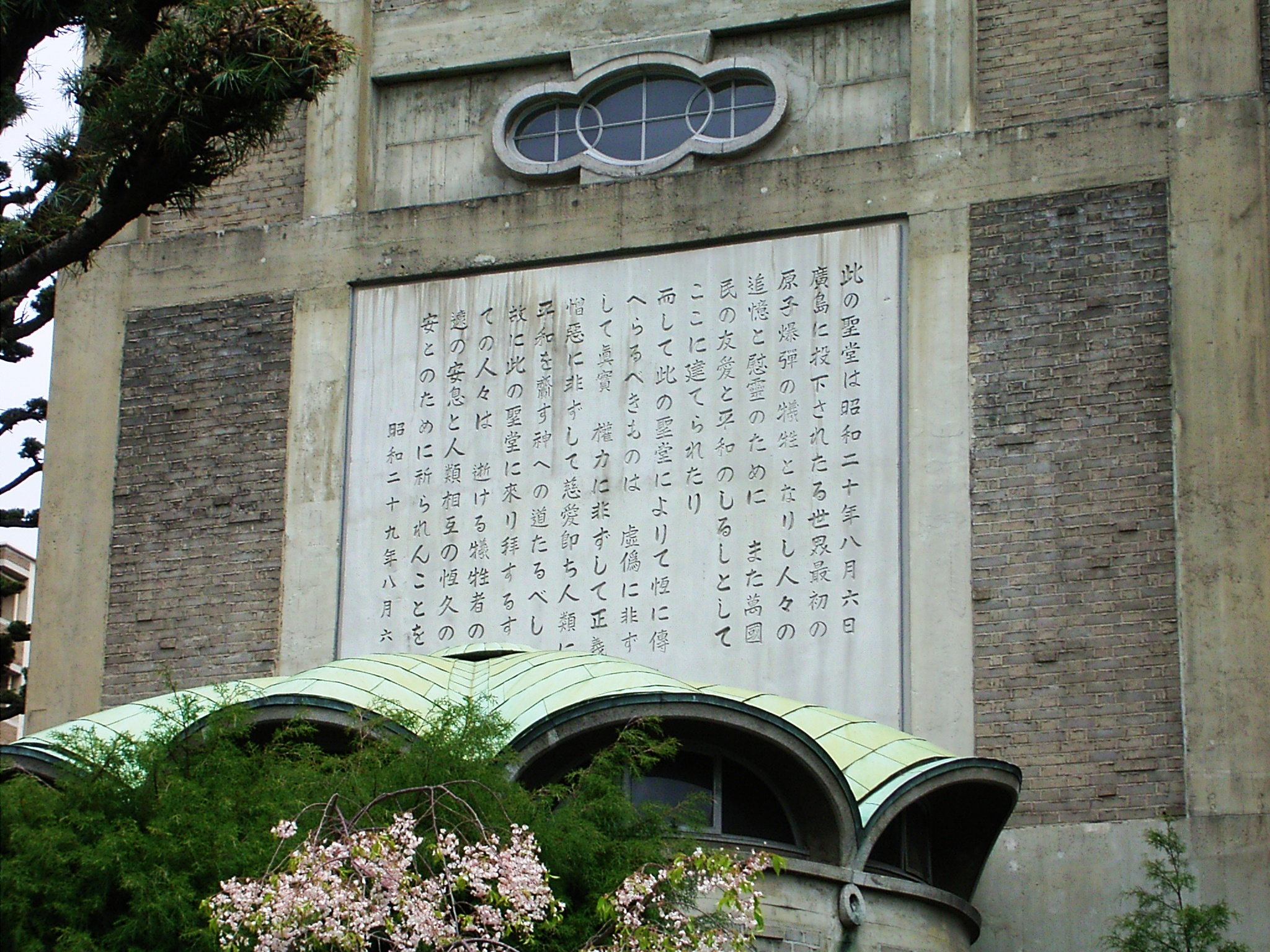
聖堂記 碑

建設に伴う幾多の困難と、#審査結果や#意外な結末にあるような様々な紆余曲折を経て聖堂は完成をみることになったが、結果的に見れば、最初に掲げられた「モダン・日本的・宗教的・記念的」の4つの条件を満たして、世界平和記念聖堂は第二次世界大戦後の表現派の金字塔とも言える村野藤吾渾身の力作となった。そして2006年（平成18年）7月、村野の好敵手丹下健三設計の広島平和記念資料館（1955年）とともに、第二次世界大戦後の建築としては初めて重要文化財（建造物）に指定されたのである。

## 建築構造
聖堂は中央部の身廊を挟んで両側にも側廊を有する三廊式のバシリカ形式である。一見した外観はロマネスク様ではあるが、フライング・バットレス（飛び梁）状の架構や打ち放しコンクリート構造剥き出しの柱梁表現によって整理された縦方向の垂直性の強調は、ゴシックの要素でもある。コンクリート打ち放しの柱梁間をコンクリートブロックで埋めてあるが、これは鉄筋で柱梁と緊結されて一体となったセミ・モノコック構造をしており、したがって柱梁だけで支えられているラーメン構造とはなっていない。
45メートルもの高さに達する鐘楼部も鉄骨を併用したSRC造でなく、鉄筋コンクリート（RC造）だけで出来ている。もちろん純粋に建設費の問題からであって、計画当初よりSRC造の優位性は認識されていたが、予算不足から見送られた。この高さでRC造というのは、現在の建築基準法では認められていないことであり、その意味でも重要な現代建築であると言えるだろう。四弁花状の開口部の部分に「平和の鐘」が4基吊るされている。塔はそれよりさらに十数メートル高く立ち上げられて十字架がかざされ、十字架部分を含めると全体で56.4メートルにもなる。螺旋状の階段を伝って屋上に出ることが出来、広島市が発展して高層ビルやマンションが林立して眺望を遮られる以前は、ここから復興していく広島市内の様子を一望の下にすることが出来た。
聖堂身廊部分の屋根は小屋組を鉄骨で組んでメタルラスを張り、コンクリートを打設している。鉄筋入りリブラス下地、コンクリート打設、モルタル塗り、タル栓打ち込み、銅板瓦棒葺き仕上げである。聖堂内陣上部のドームの花弁状をした屋根は、籐細工のように鉄筋を組み上げたあと、型枠で支えてコンクリートを打設している。小聖堂と洗礼室の小ドームも、鉄筋を地上で組み上げた他は、大ドームと同様である。
この聖堂は、その構造上定期的な補修が必要であり、1983年（昭和58年）に大規模な改修を行っている。30年前の貨幣価値の変化を無視すれば、建設費に匹敵する9500万円にものぼった大規模な工事であった。その後も断続的に改修工事が続けられており、1989年には第二次補修工事が、2001年には第三次補修工事が行われ、2002年の告解室と地下聖堂の改修、2004年のパイプオルガンの改修へと続く。その継続的な努力が評価され、1992年（平成4年）5月、BELCA賞（ロングライフビルディング部門）が贈られている。

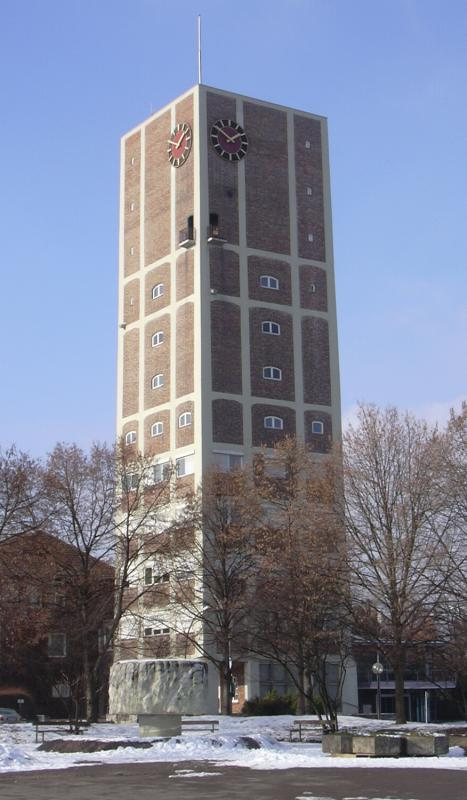
コルンヴェストハイム市庁舎・給水塔 1935年

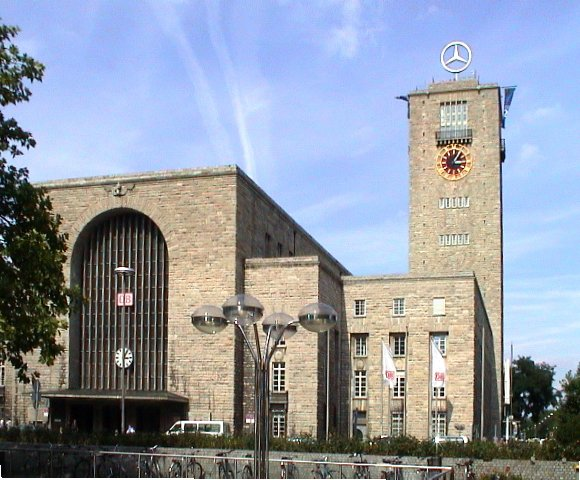
シュトゥットガルト中央駅 1927年

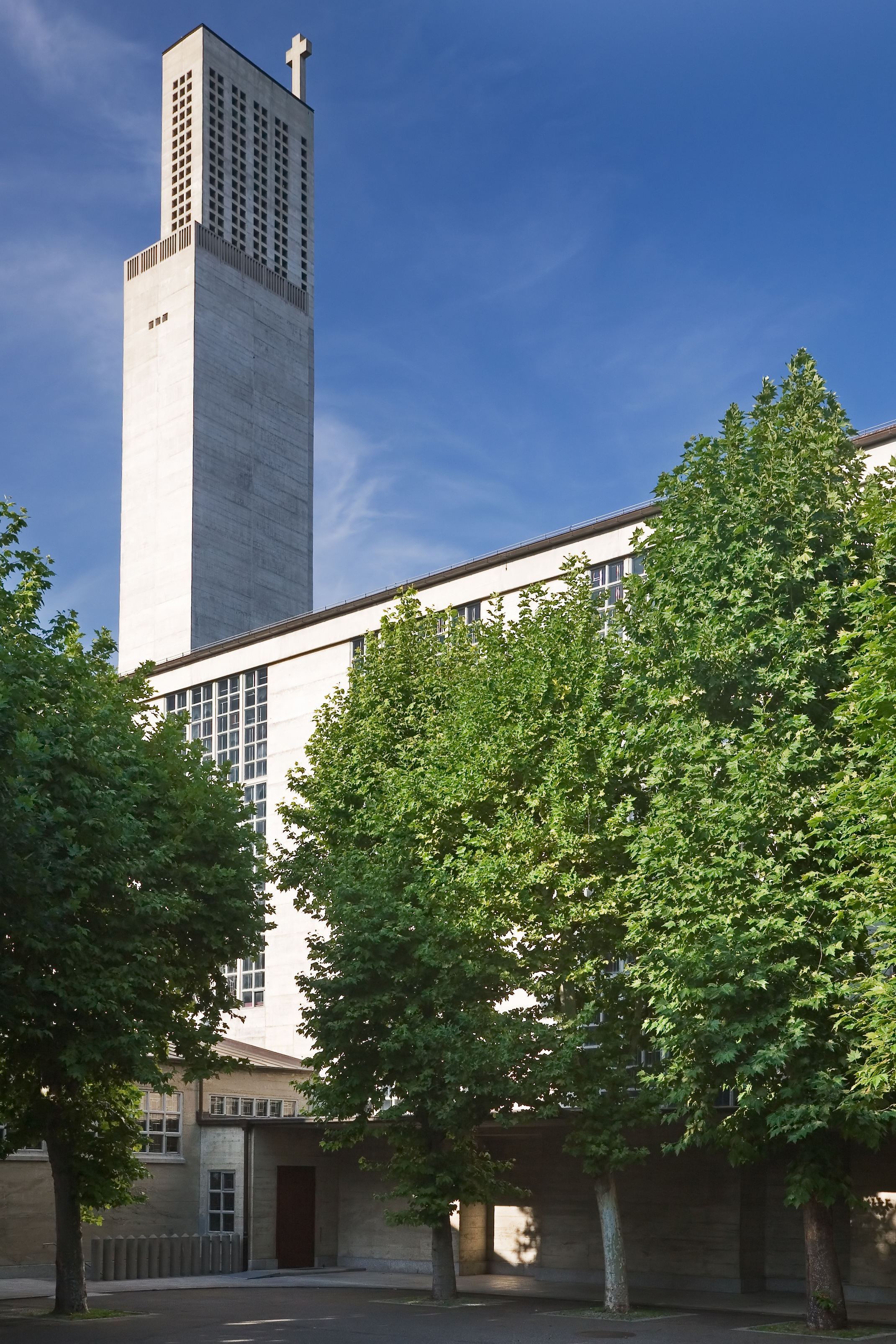
聖アントニウス教会 1927年

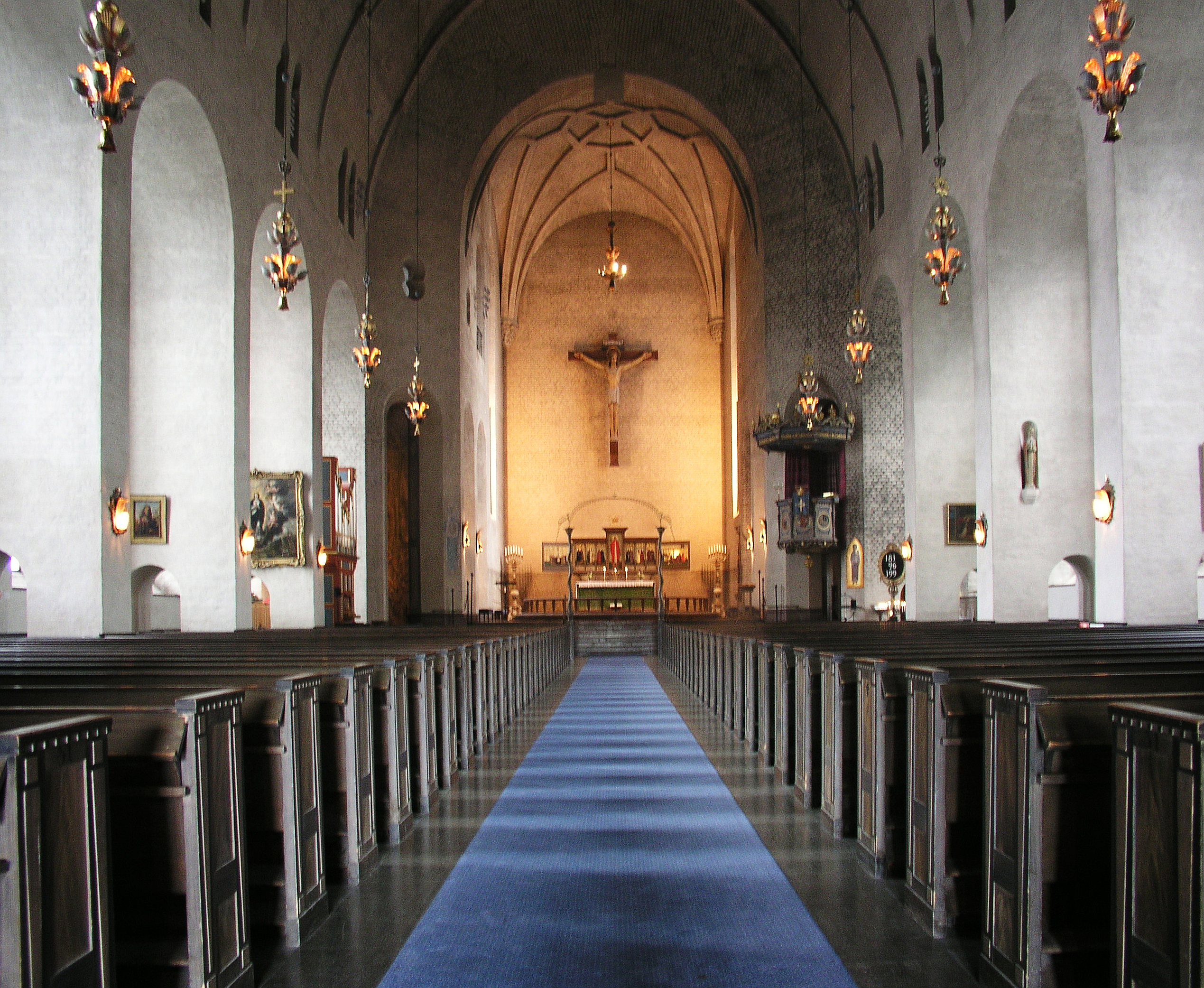
ヘガリット教会内部 1923年

これはエッセイの中で村野自身が言及していることであるが、世界平和記念聖堂のデザインソースには、ある明確なモデルがある。
と、このように村野はドイツの建築家ポール・ボナッツの名をあげているのである。1937年に出版されたボナッツの作品集にドイツ・コルンヴェストハイムの コルンヴェストハイム市庁舎・給水塔（ショーラーとの共同設計 1933年-1935年）の写真が掲載されており、村野は同じく給水塔の写真が紹介されていた当時のドイツの雑誌なども参考にして設計を進めたと、村野の弟子の近藤正志が証言している。この建築は本庁舎と給水塔とからなり、高さ48メートルの給水塔の下部は、1層から5層までがオフィスとしても使用されているものである。コンクリート打ち放しの柱梁をレンガで埋めている構造は、世界平和記念聖堂と同じである。意匠としても、コンクリート打ち放しの柱梁の梁の間隔を飛ばしたり、上に行くに従って柱の中心軸を四隅から塔の真ん中に寄せて高さを強調する手法もまた同様である。

## 建築意匠
ポール・ボナッツからの影響としては、村野は別のところでも同じポール・ボナッツとフリッツ・ショーラー設計によるシュトゥットガルト駅(1911年-1927年)のことにも触れている。しかし聖堂と鐘楼の組み合わせの構成という点から言えば、スイス・バーゼルにあるカール・モーゼルの聖アントニウス教会（1927年）との類似性がよく指摘されるところである。
外観は違うが、インテリアにおいてはスウェーデンの建築家イーヴァル・ユストウス・テングボム設計によるストックホルム郊外のヘガリット教会 （1923年）の影響もあげられる。実は、村野が1930年（昭和5年）の欧州外遊以来、1953年（昭和28年）にこの教会を再び訪れた際、この教会の中で「どうか、私に此の教会の作者のように才能を与え給え、どうか私の努力が死ぬまで枯れずに続くように導き給え」と祈ったというエピソードがあるくらい、村野藤吾にとっては重要な建築である。この1953年（昭和28年）のストックホルム再訪は、まだ世界平和記念聖堂の内部が最終的に仕上がる前のことである。
聖堂の内部の床はテラゾー現場研き仕上げ、祭壇の周りには大理石が張られている。内部壁面巾木はイミテーショントラバーチンで仕上げられ、内壁や柱は蛭石入のモルタル掻き落とし、色モルタル吹き付け仕上げとなっている。随所にある花弁形や円形や木瓜型の開口部に日本的意匠が取り入れられているほか、天井は鉄骨小屋組から吊るされた不燃板下地に檜小節材を打ち付けて、日本的な表情を見せている。当初の設計段階では軽量鉄骨をリブラスで巻き付け、プラスターアルミ箔張りで仕上げるつもりだったというが、いかにも村野藤吾好みではある。音響的な欠点を指摘され、現在の姿に落ち着いたとされる。
内陣の正面の壁はモザイクで「再臨のキリスト」が描かれているが、通常多くの教会で十字架か復活のキリスト像が置かれる中、この「再臨のキリスト」像には特別の意味がある。キリストの再臨とは世界が終わりを迎える日のことであり、神が人間の世界に直接介入し、キリストによる支配が確立される時である。キリスト教の信仰から言えば、すべての犠牲と聖徒たちの血が購われる時であり、したがってこの世の終わりを一足先に経験したかのようなヒロシマの地に建つ記念聖堂として、その終末観を色濃く示唆しているのである。それは絶望の果ての希望であり、また廃墟からの警告でもある。ヒロシマはその証言者であり、世界平和記念聖堂もまた、自ら歩んできた建築の歴史によってそれを記念する証人となっている。
外装はコンクリート打ち放しの柱梁に色モルタルを吹き付けて、自家製コンクリートレンガ積。外装の灰色のコンクリートレンガは広島の川砂を防水セメントと混ぜ、日陰干しにして固めたものである。コンクリートレンガの目地の間は広くとられており、ヘラでひっかいて荒く仕上げられている。レンガの積み方も平滑に仕上げるのではなく、わざと凹凸に突出させて陰影を深くし、壁面に表情の変化を付け全体の印象を柔らげている。雨跡や苔がつくことによっても色合いを変えるよう、村野の職人的手法によってモダン建築に経年変化が折り込まれているのである。
窓廻りは自家製コンクリートブロックに、現場制作のスチールサッシ打ち込み。聖堂正面の特徴的な欄間彫刻は、キリスト教の7つの秘跡を表しており、彫刻家武石弘三郎が原型を作り、広島県御調町出身の彫刻家円鍔勝三と坂上政克が、現場で制作したものが嵌められている。
メンテナンス用に設けられた外部作業通路が躯体からはみ出して、躯体とドラム部分の取り合いの悪い、いささか取って付けたような花弁状の複雑な八角形の形体の「ちょっと変わった丸屋根」のドームは、アメリカはニューヨークの実業家トーマス・A・ブラッドレーの寄贈によるものである。ブラッドレーの5万ドルにものぼる多額の寄付は、当時の換算レートで1800万円にもなり、初発計画時には聖堂建設費をほぼ満たす額であった。
しかし折からのインフレで建設資材が高騰し、ブラッドレーに追加の援助を求めたところ、聖堂をまるごと寄贈した形になるのではなく、自分の金が他人の寄付金の中に埋没してしまう事態に不快感を示し、それならばと、伝統的な大聖堂建築にとって最も重要な部分である内陣とその上部のドームにブラッドレーからの寄付金を充当するということで、追加資金援助の話がまとまったのである。つまり村野藤吾は最初はこのようなドームを付けるつもりはなかったということである。とはいえ、これはブラッドレーの売名行為から出たものではなく、ブラッドレー父子の1962年（昭和37年）の広島訪問の際までこの篤志は秘匿されていたことも、付記しておかなければならない。
村野が「まことに期待通りの結果が得られないで申訳ありませんが、これから十年後になったら何んとか見られるようになりましょう」と自ら語ったその言葉通り、この建築は他のコンクリート打ち放しのモダニズム建築にない美しい風化の気配を漂わせている。しかしながら建ちあがった当時は、丹下健三の広島平和記念資料館（1955年）とはまた少しばかり違った表情ではあったにせよ、一面の焦土と化した広島の大地に打ち放しコンクリートの素の力強さを見せてすっくと立ち上がり、ともに希望の象徴となったのである。

## 寄贈品
教会には、多くの世界各地からの寄贈品が使われている。
- 本祭壇 - ベルギー
- 玄関扉 - デュッセルドルフ市（ドイツ）
- 聖櫃 - ボン市（ドイツ）
- パイプオルガン - ケルン市（ドイツ） 1954年11月に除幕式が執り行われ、ヴィルヘルム・ケンプの演奏によりJ.S.バッハのコラール「主イエス・キリストよ、われ汝に呼ばわる」などが演奏された。[77]
- 祭檀中央モザイク壁画 - 西ドイツアデナウワー元首相
- 4つの鐘 - ボフメル・フェライン（ドイツ）
- ステンドグラス（上段） - オーストリア
- ステンドグラス（下段） - ドイツ・ポルトガル・メキシコ
- 十字架の道行きの彫刻 - ミュンスター市（ドイツ）
- 十字架像の彫刻 - オーバーアマガウ（ドイツ）
- 祭壇左右ローズウインドウ - アーヘン市フランシスコ・ザビエル・フェライン（ドイツ）
- 祭壇上ステンドグラス - ミュンヘン市聖ルドビコ布教会（ドイツ）ほか
- 蓮の花型吊り照明 - 日本仏教会

## ローマ教皇訪問
1981年（昭和56年）2月25日、ローマ教皇ヨハネ・パウロ2世が広島市を訪れて平和記念公園で平和アピールを発表した際に、この聖堂も訪れている。それを記念して教皇の胸像が聖堂正面前左手側に建てられた。聖堂入口前の池には、以前は水が張られて鯉が泳いでいたが、1981年にローマ教皇が訪れる際に警備上の理由から水が抜かれ、その後もそのままになっている。
胸像の土台部分には日本語と英語で次のような言葉が刻まれている。

## 周辺施設
- 隣接してエリザベト音楽大学がある。
- 正門入口左側に、パウロ書院（広島聖パウロ書院 / 女子パウロ会による宗教書等を中心とした売店）がある。
- 縮景園まで徒歩3分
- 広島県立美術館まで徒歩3分

## 結婚式
カトリック教会では、本来は信徒以外の結婚式は原則として受付けていないが、この聖堂では一般の結婚式も受け付けており、非常に人気がある。結婚式は、教会の典礼上結婚式ができない期間を除き、一日3組まで行われる。元々、1983年（昭和58年）の大規模な改修にあたり、その費用捻出のために始められたが、その後もこの聖堂の定期的な補修が必要なことから続けられている。

## 交通アクセス
- JR広島駅より、南西へ徒歩10分程度
- 広島電鉄、胡町電停より北へ徒歩5分程度